# Flöz Johannisstein

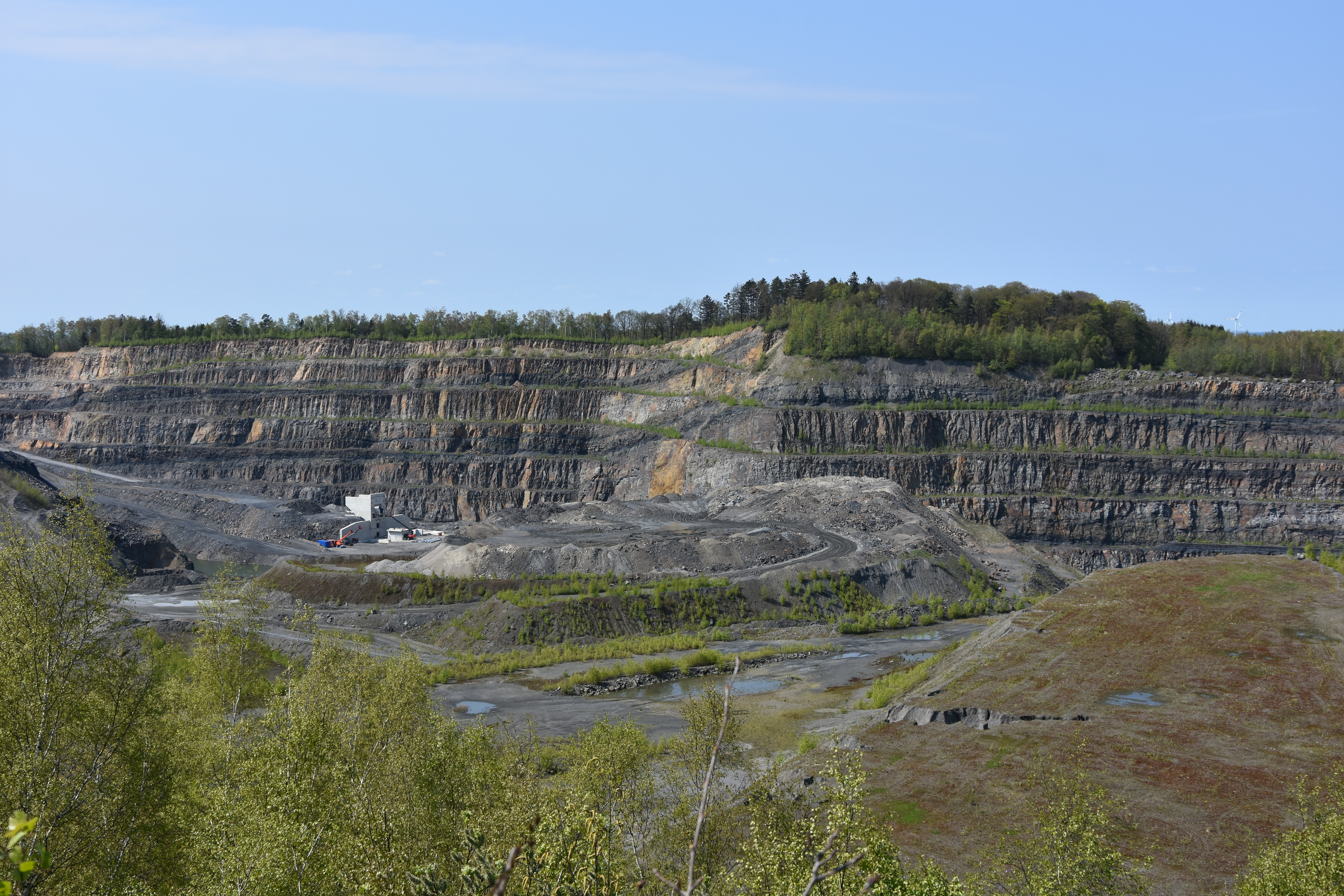
Steinbruchwand im Piesberg mit Kohlenflözen

Das Flöz Johannisstein ist ein 80 Zentimeter mächtiges Antrazitkohlenflöz im Piesberg bei Osnabrück. In der Vergangenheit war es das erste bekannte und abgebaute der vier am Piesberg bergmännisch erschlossenen Flöze. Heute ist das Flöz durch den Steinbruchbetrieb aufgeschlossen. Der Aufschluss ist als Geotop 3614/02 der Stadt Osnabrück eingetragen.

## Geologie
Das Flöz Johannisstein ist im Westfal D des Karbon abgelagert. Diese regionale Schichtstufe wird heute dem globalen Moskovium zugeordnet. Das Flöz selber enthält 80 cm sehr reine Kohle ohne Zwischenbergmittel. Im Hangenden von Flöz Johannisstein befindet sich als oberstes bekanntes Piesberger Kohlenflöz das nicht bauwürde Flöz Bänkchen (15 cm Kohle). Im Liegenden folgt Flöz Mittel (50 cm Kohle) unter dem Flöz Johannisstein als geologisch älteres Flöz.
Lange Zeit war die stratigraphische Einordnung des Flözes, wie auch des ganzen Piesberger Karbons unklar. Leo Cremer verortete die Piesberger Schichten und mit ihm das Flöz Johannisstein parallel zu den obersten Flözen aus Ibbenbüren. Er ordneten dem Flöz Johannisstein das Ibbenbürener Flöz Franz als Pendant zu.
Walther Gothan und Wilhelm Haack stuften es wiederum jünger ein als die oberen Ibbenbürener Flöze des Westfal D. Sie stellten es über (jünger) den Roten Ibbenbürener Schichten des Westfal D, welche am Kälberberg bei Obersteinbeck anstehen. Marlies Teichmüller und Karl-Heinz Josten gelang schließlich die genaue Einordnung der Flöze, welche doch wie ursprünglich von Cremer vermutet, parallel zu den oberen Flözen der Ibbenbürener Bergplatte liegen.

## Geschichte
Das Flöz war bis zu den Zeiten des Bergmeisters Herold (1809–1833) das einzige bekannte Kohlenflöz am Piesberg. Erst in dieser Zeit wurden durch neue Schächte die anderen drei tiefer liegenden Flöze Mittel, Dreibänke und Zweibänke aufgefunden.
Mit dem Ende der Zeche Piesberg am 18. Juni 1898 wurde auch die Gewinnung von Kohle aus dem Flöz Johannisstein eingestellt.
Im Rahmen des Notbergbaus nach dem Zweiten Weltkrieg wurde 1950–1951 letztmals ein Streb im Flöz Johannisstein betrieben.
Seither ist das Flöz nur noch Über Tage durch den Steinbruchbetrieb aufgeschlossen.